# Леонюк Сергій Миколайович
Сергій Леонюк (нар. 3 квітня 1960) — колишній професійний тенісист із Білорусі.

## Біографія
Леонюк народився в Мінську, столиці Білоруської Радянської Соціалістичної Республіки, сучасної Білорусі. Він представляв Радянський Союз протягом своєї кар'єри і був дев'ятикратним чемпіоном СРСР.
У 1978 році він грав на турнірі Гран-прі в Калькутті, Індія. Він програв у першому раунді одиночного розряду Рамешу Кришнану, а також взяв участь у розіграші парного розряду з Ігорем Тихоненком.
Він виграв бронзову медаль в одиночному розряді та срібну медаль у парному розряді на Іграх дружби, які відбулись у Польщі у 1984 році, для країн, які бойкотували літні Олімпійські ігри.
Регулярний представник Кубку Девіса в Радянському Союзі, він виступив у 13 поєдинках у 1980-х роках, включаючи перебування у Світовій групі. У 1985 році він та Олександр Звєрєв вийшли з двох сетів, щоб виграти парний матч над чехословацькими Томашем Шмідом та Лібором Пімеком у Тбілісі. На той момент Смід був першим у світі гравцем у парному розряді
Він виграв один титул «Челленджера» — «Відкритий чемпіонат Тампере» в 1986 році, який він разом із Гіртом Дзелде виграв з фінальним переходом.
Після Чорнобильської катастрофи Леонюк переїхав до Брукліна, штат Нью-Йорк, щоб забезпечити безпеку своїх дітей. Він привіз із собою перспективного 15-річного юніора з Мінська Володимира Волчкова, якого він утримував і тренував. Вони розлучилася ще до того, як Волчков, півфіналіст Вімблдону, став професіоналом.
У 1990-х роках Леонюк був помічником тренера збірної Росії з Кубку Девіса. Він також працював директором турніру Кубка Кремля.

## Титули претендентів

### Парний розряд: (1)
| №  | Рік  | Турнір             | Поверхня | Партнер     | Суперники                                | Рахунок |
| -- | ---- | ------------------ | -------- | ----------- | ---------------------------------------- | ------- |
| 1. | 1986 | Тампере, Фінляндія | Глина    | Гірт Дзелде | Алессандро де Мінісіс Джордж Каловелоніс | (W/O)   |